# Tom Jubert
Tom Jubert (nacido en 1985) es un guionista de videojuegos y diseñador narrativo británico. Es conocido por su trabajo en muchos juegos de gran repercusión, como FTL: Faster than Light, The Talos Principle y The Swapper. Ha trabajado en juegos AAA, pero la mayor parte de su trabajo ha sido en títulos independientes más pequeños.

## Biografía
Jubert estudió en la Universidad de Southampton, donde cursó un año de Ciencias de la Computación antes de cambiar de carrera a Inglés y Filosofía, graduándose como el mejor de su clase en 2007. También tiene un máster en Filosofía por el King's College de Londres.
En 2007, Jubert recibió su primer trabajo de escritor en la industria de los videojuegos, escribiendo la historia de Penumbra: Overture, además de poner voz al protagonista Philip. En 2008, escribió también las secuelas, Penumbra: Black Plague, por la que fue nominado al premio del Gremio de Escritores de Gran Bretaña, y Penumbra: Requiem. A pesar de que las historias de los juegos fueron recibidas positivamente, declaró que, mirando hacia atrás, creía que el juego estaba "demasiado cargado de texto", ya que la mayor parte de la historia se comunicaba a través de entradas de diario.
En 2009, Jubert escribió y desarrolló la aventura de texto Ir/rational, que originalmente era un minijuego de la serie Penumbra. Más tarde, en 2012, le siguió Ir/rational Redux y, en 2013, Ir/rational Investigator. Estos juegos se describieron como juegos de deducción lógica con escritura ingeniosa y humor.
En 2010, Jubert trabajó como diseñador narrativo en el juego Driver: San Francisco, así como en la localización del guion de Lost Horizon para su lanzamiento en Occidente. En 2012, escribió la historia del juego FTL: Faster than Light. En 2013, escribió The Swapper, y en 2014, The Talos Principle. Ese año, fue incluido en la lista "30 Under 30" de Develop Online, que mencionó que fue descrito por Rhianna Pratchett como uno de los mejores escritores emergentes de la industria del juego. En 2015, escribió un nuevo modo de historia para el juego The Masterplan antes del lanzamiento del juego desde Steam Early Access. Ese mismo año, también fue contratado para añadir una historia al juego Subnautica mientras el juego estaba en Early Access.